# Komturei Lietzen

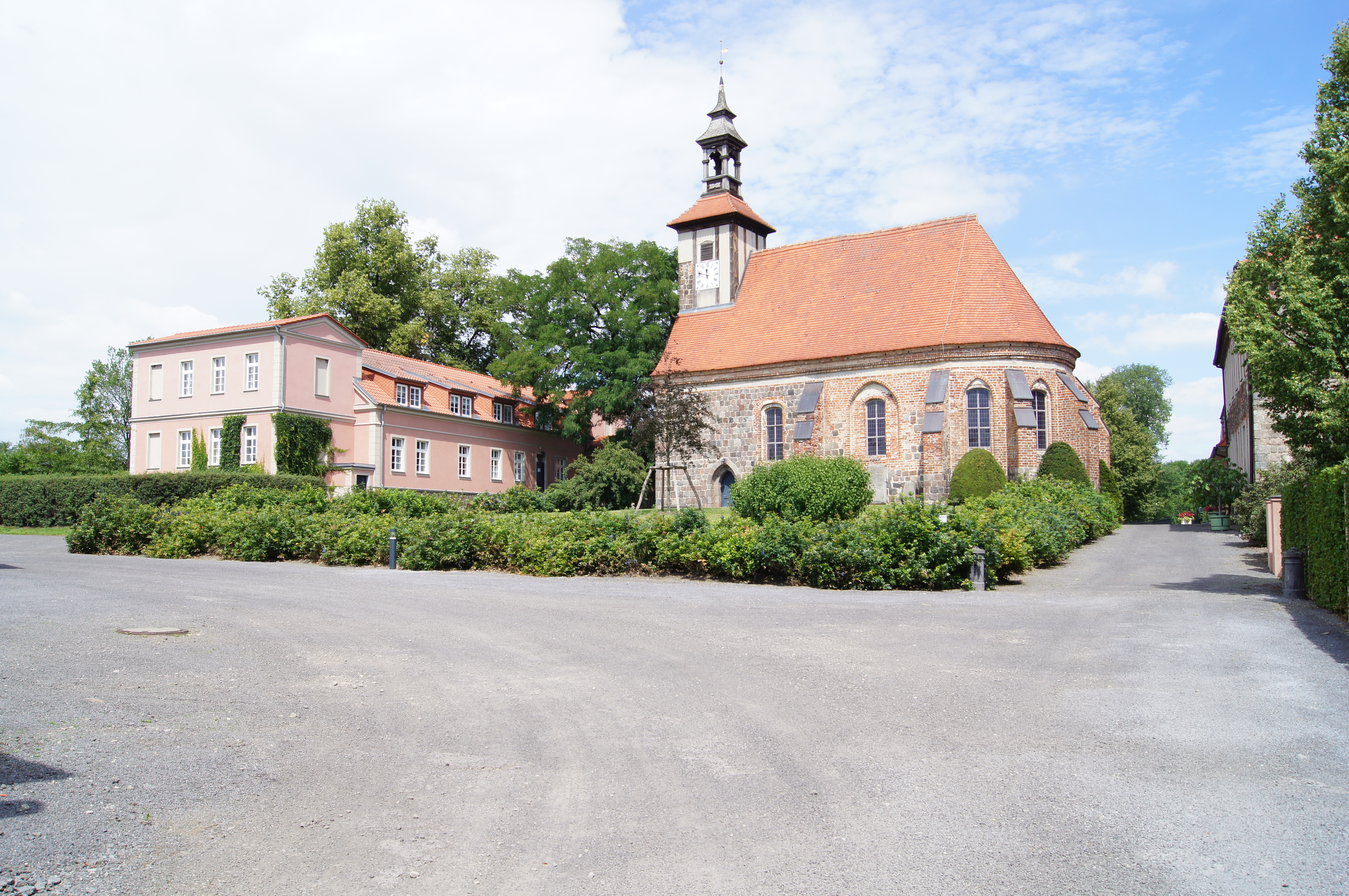
Komturei Lietzen

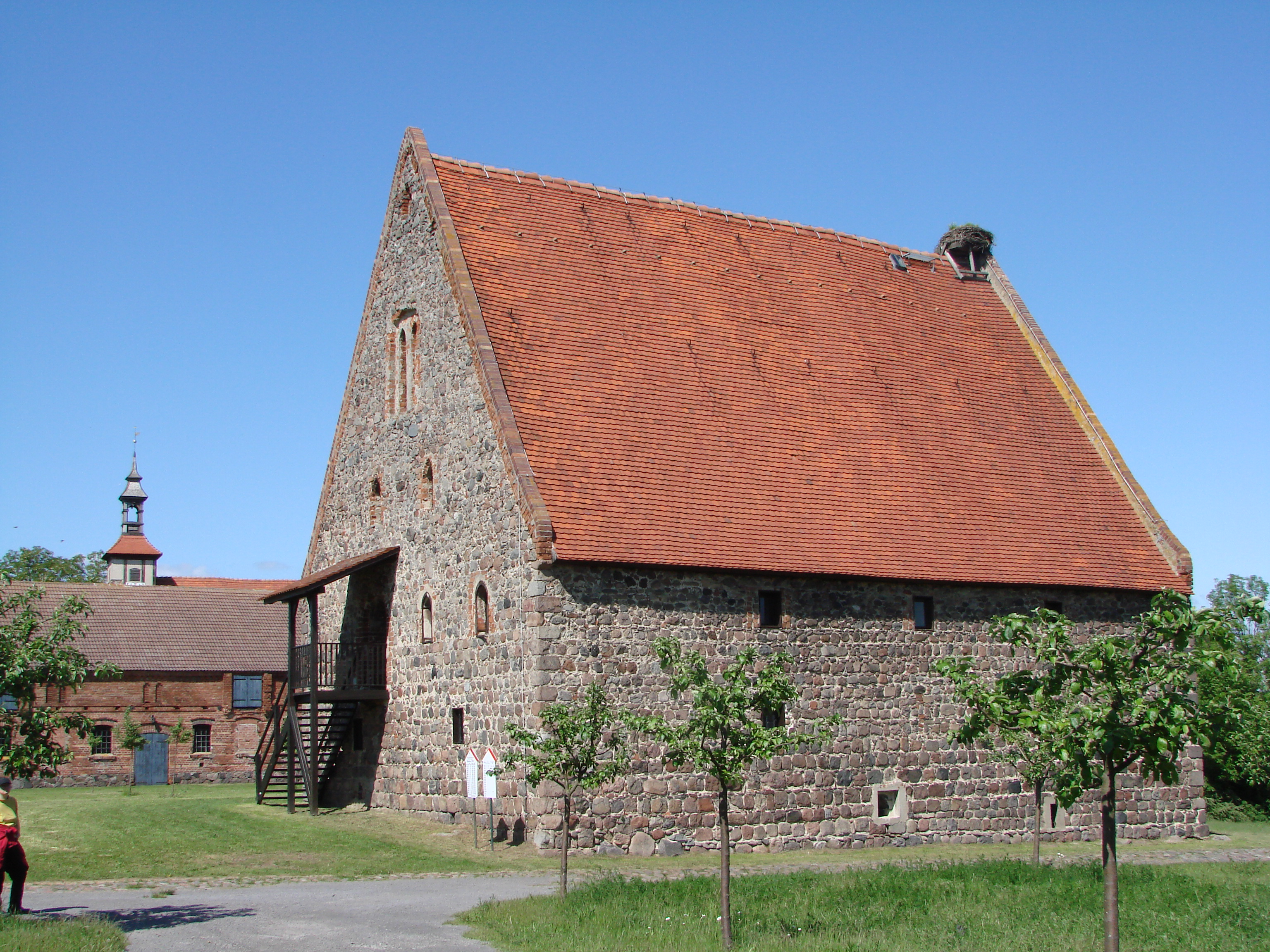
Speichergebäude

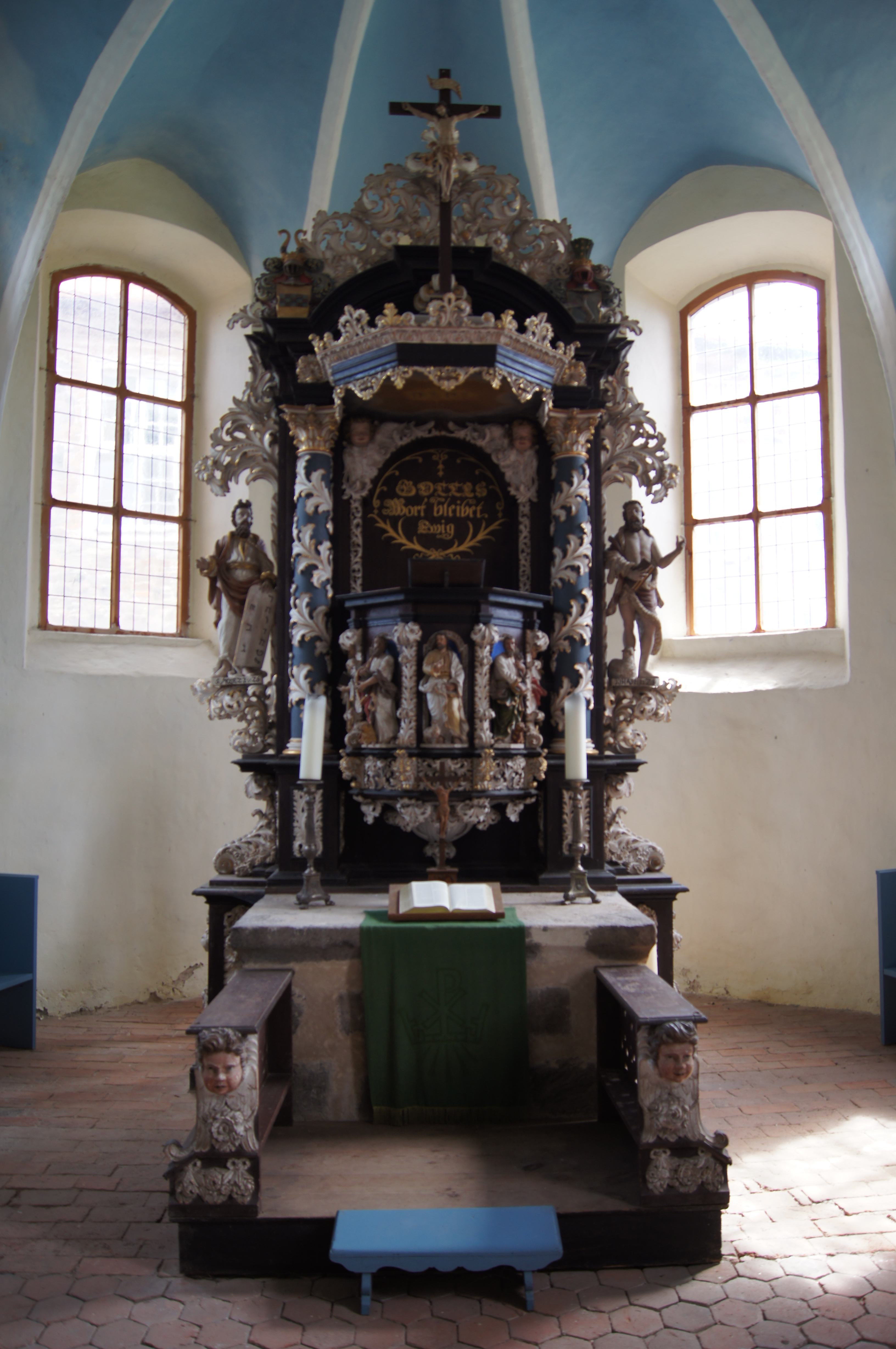
Komturei Kirche. Altar

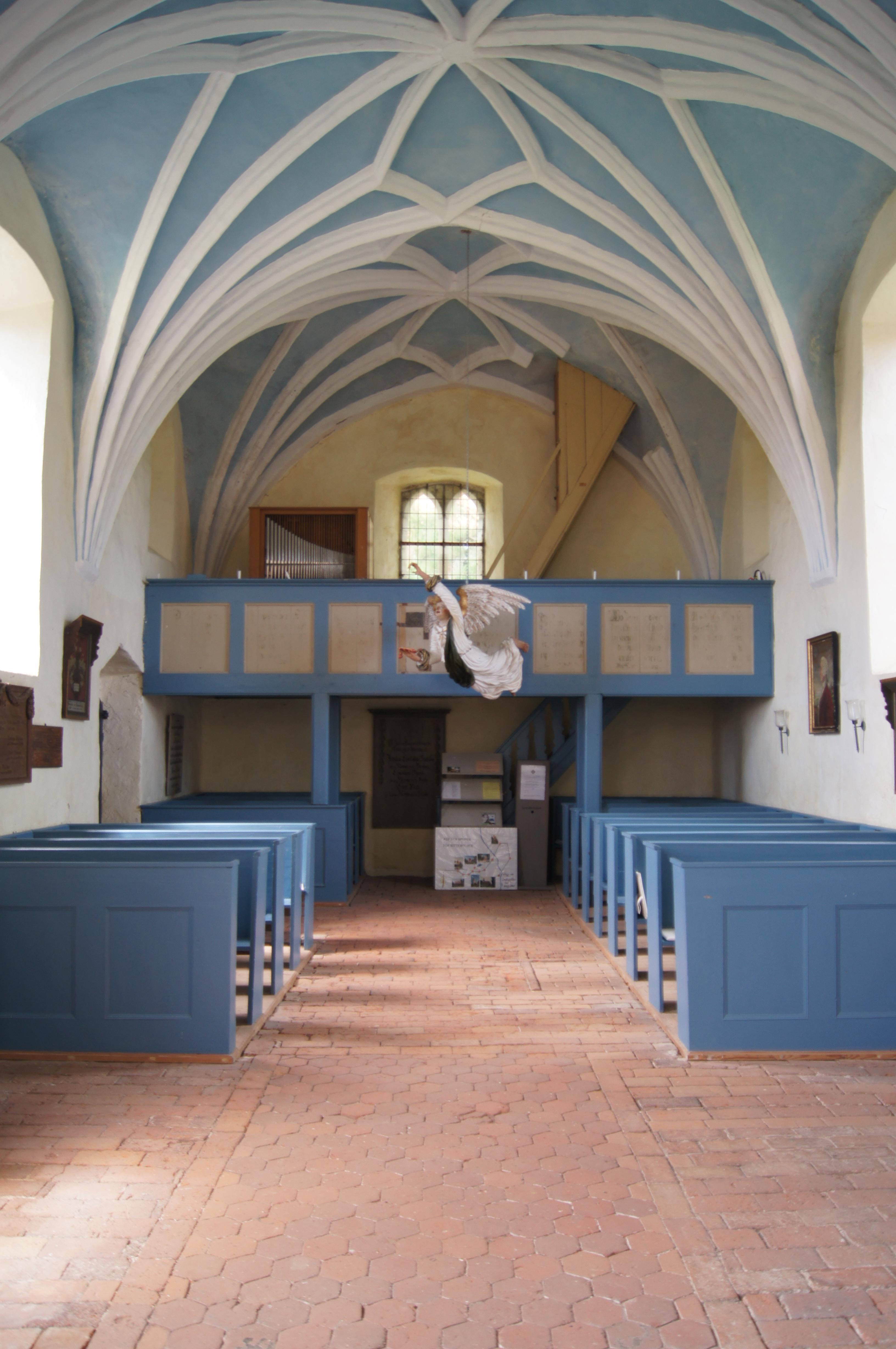
Komturei Kirche, Innenansicht nach Westen

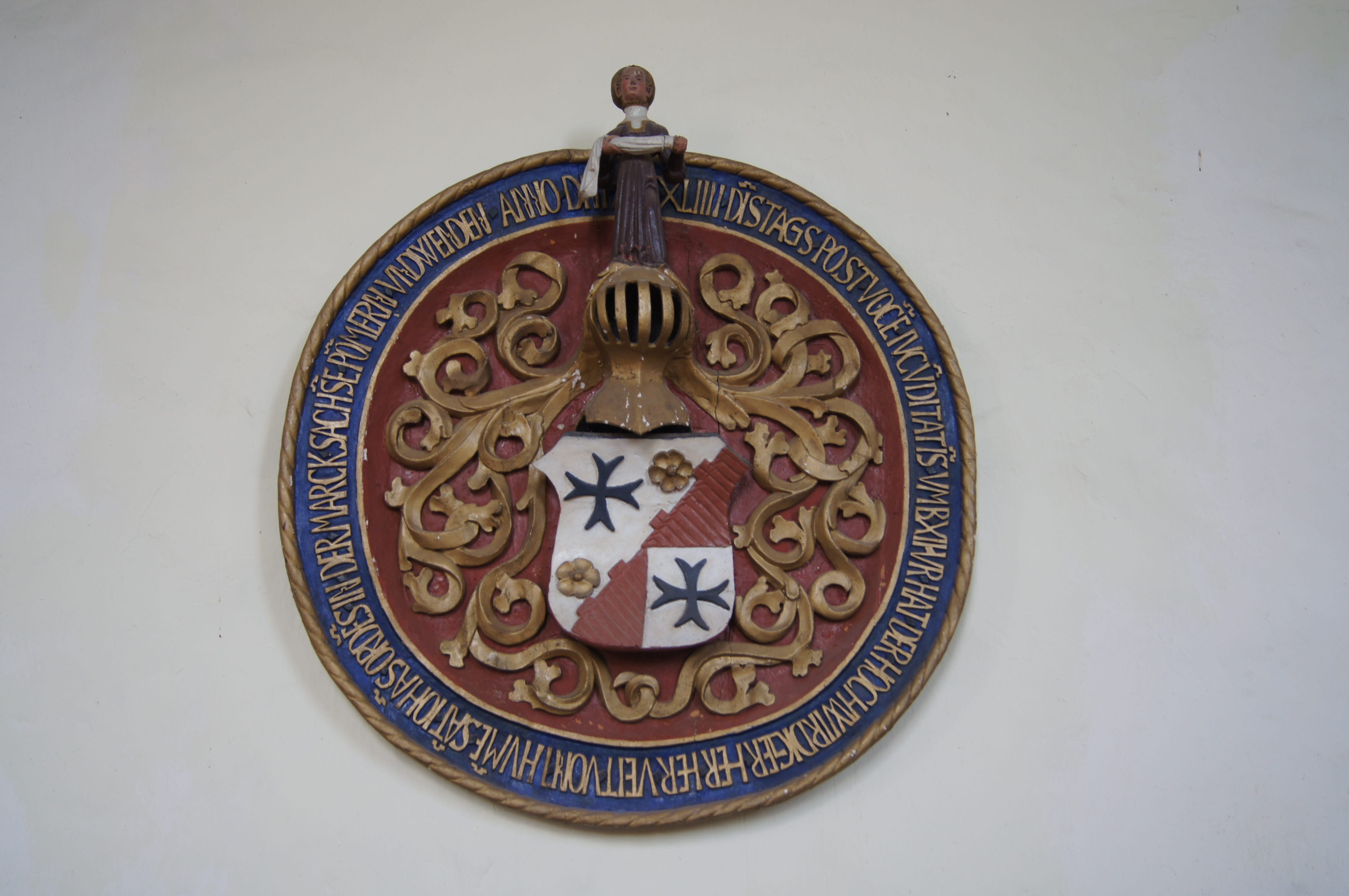
Wappenschild des Herrenmeisters Veit von Thümen in der Komtureikirche

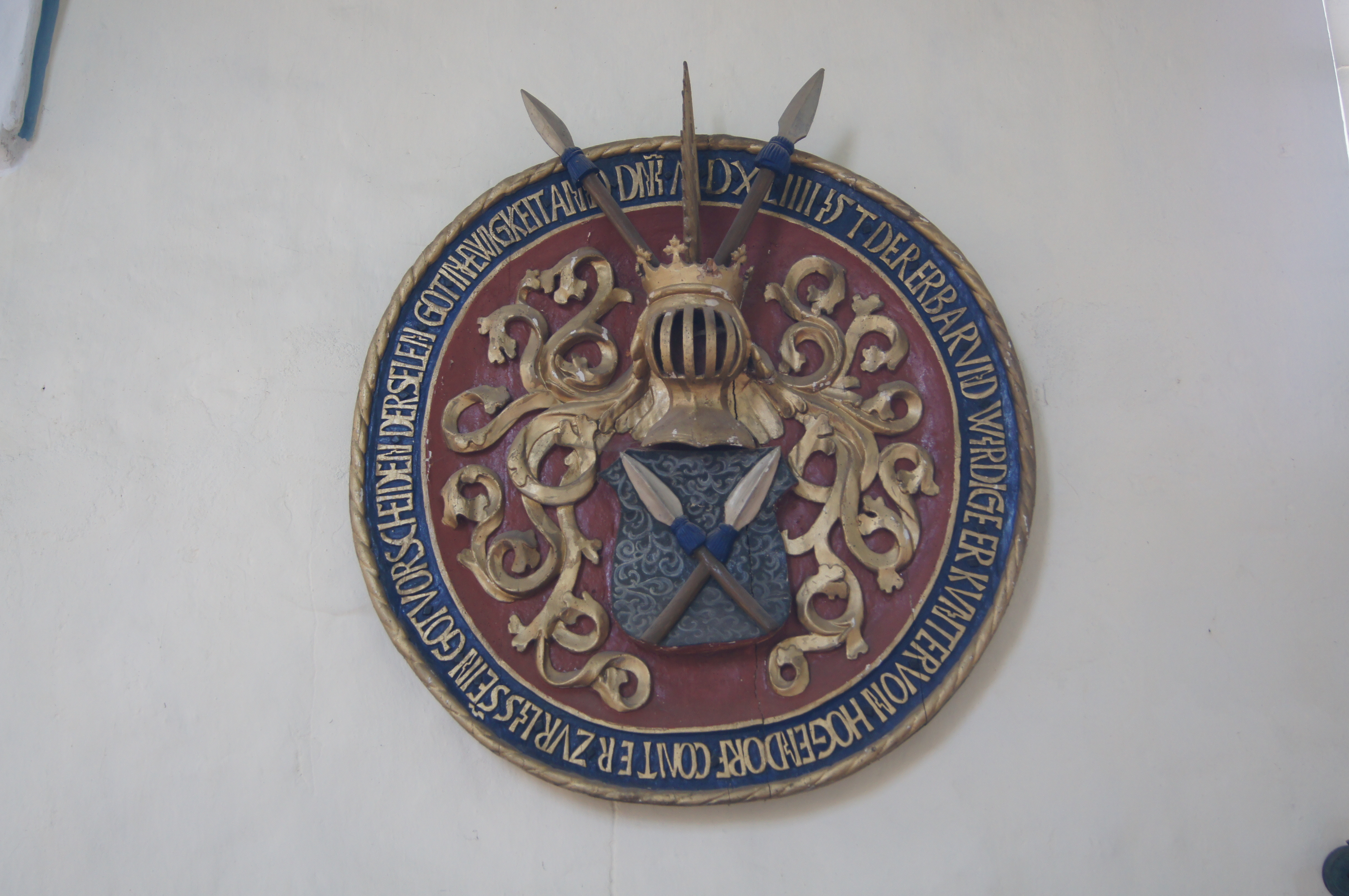
Wappenschild des Komturs Günther von Hoh(g)endorf in Lietzen. Nach 1543.

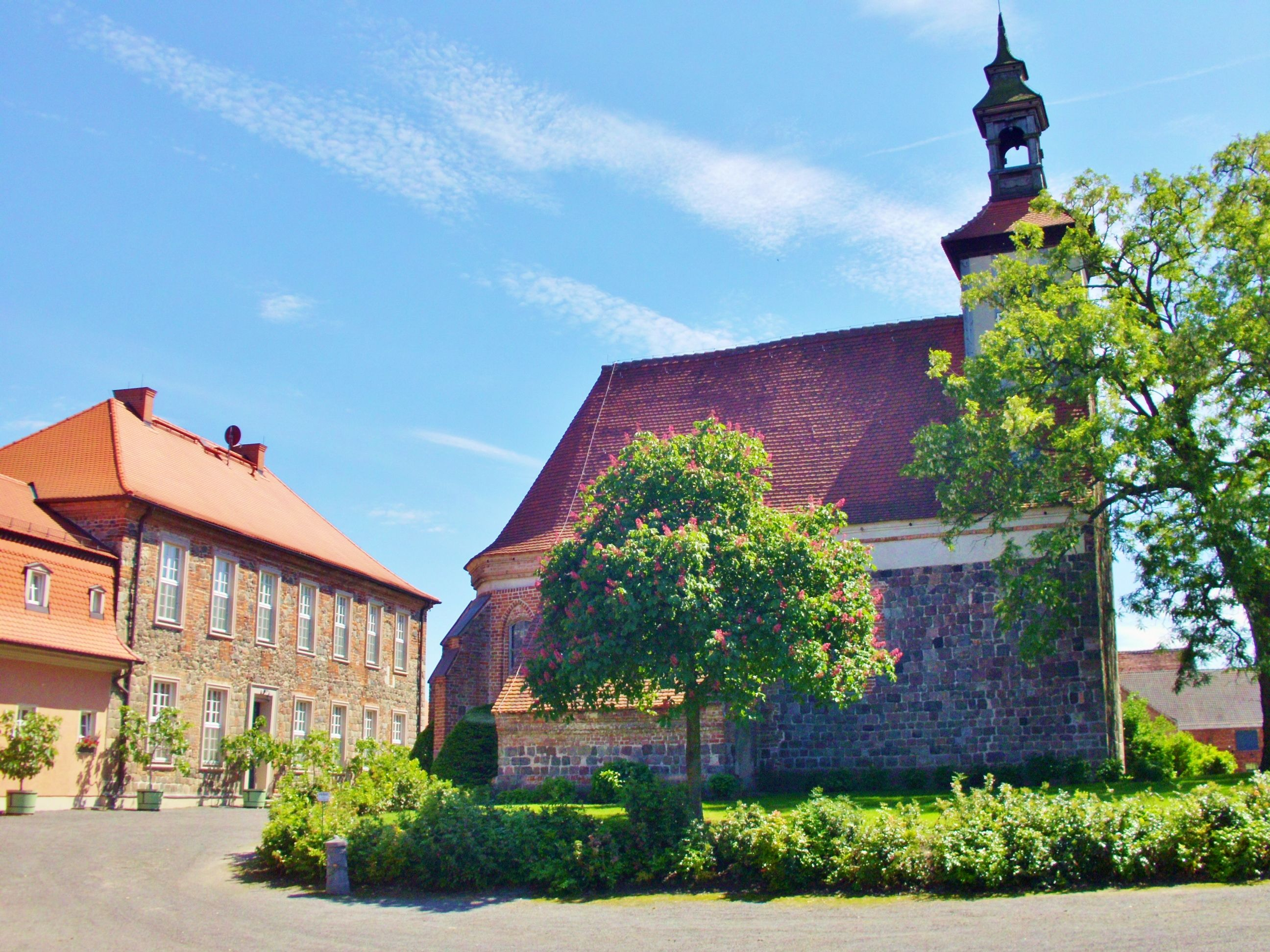
Komtureikirche, links das Herrenhaus

Die ehemalige Komturei Lietzen des Templerordens ist ein Gebäudeensemble in Lietzen im Landkreis Märkisch-Oderland in Brandenburg. Sie wird von der Familie von Hardenberg genutzt. Die Kirche gehört zu den Offenen Kirchen.

## Geschichte
Die Komturei Lietzen wird 1244 erstmals urkundlich im Zehntvertrag mit dem Bischof von Lebus erwähnt, existierte jedoch vermutlich bereits 1229. Nach der Auflösung des Templerordens im Jahr 1312 wurde dessen Lietzener Besitz 1318 vom Johanniterorden übernommen. Die letzten nachweislich residierenden Komture waren Friedrich Albert Albrecht von Schwerin und Friedrich Wilhelm Graf von Schwerin.
Mit der Säkularisation kam die Komturei 1812 in den Besitz des Königreichs Preußen. 1814 übereignete König Friedrich Wilhelm III. von Preußen das Rittergut als Schenkung seinem Staatskanzler Fürst Karl August von Hardenberg für dessen Verdienste. 
Die Komturei wurde als klassisches Rittergut im Gesamtgüterkomplex der Standesherrschaft Neuhardenberg geführt. Lietzen beinhaltete 1929, also kurz vor der großen Wirtschaftskrise, 1949 ha. Davon waren 849 ha Forsten. Die Komturei wurde von einem Oberinspektor geleitet und war zugleich Wohnsitz vom Oberverwalter, zumeist ein Ober-Amtmann.
Aufgrund der Beteiligung von Carl-Hans Graf von Hardenberg am Attentat und Staatsstreich vom 20. Juli 1944 wurde der Gutshof der Familie sowie der gesamte Grundbesitz von den Nationalsozialisten beschlagnahmt. Nach Kriegsende wurden im Zuge der Bodenreform in der sowjetischen Besatzungszone („Junkerland in Bauernhand“) die Hardenbergs 1945 in der SBZ endgültig enteignet. Zu DDR-Zeiten wurde die Komturei später zum VEG Lietzen (Volkseigenes Gut) und Schweinezuchtbetrieb.
Da die Familie von Hardenberg bereits im Dritten Reich wegen ihrer Beteiligung am Attentat vom 20. Juli 1944 de facto enteignet worden war, konnte sie nach der deutschen Wiedervereinigung im Rahmen der Rückübertragung ihre Ansprüche auf die Komturei Lietzen geltend machen. Seit 1993 ist die Komturei wieder privater Familienbesitz derer von Hardenberg, die die Komturei und den dazugehörigen landwirtschaftlichen Betrieb wieder bewirtschaften. Das Gelände der Komturei sowie die Komtureikirche sind öffentlich zugänglich.

## Lage
Der ehemalige Tempelhof Lietzen mit der Komtureikirche steht auf erhöhtem Platz mit einem südöstlich vorgelagerten, vermutlich künstlich angestauten Fischteich (Küchensee). Die Anlage zeigt Parallelen zu den anderen Gründungen des Ritterordens. Teile der aus Feldsteinquadern gesetzten Umfassungsmauern der unter Fürst von Hardenberg ausgebauten Hofanlage stammen noch aus dem späten 13. Jahrhundert. Das gesamte eingefriedete Komtureigelände hat eine Fläche von etwa 20 ha.

## Komtureikirche

### Architektur
Die Kirche ist eine zu großen Teilen aus Feldsteinmauerwerk erbaute Saalkirche von drei Jochen und einem fünfseitig schließenden Chor mit einem wohlgestalteten spätgotischem Sterngewölbe. Die westlichen Teile wurden als sorgfältig gefügter Feldsteinbau im ersten Drittel des 13. Jahrhunderts erbaut. An der Südseite ist ein spitzbogiges Stufenportal eingefügt, die ursprünglichen von Quadern eingefassten rundbogigen Fensteröffnungen wurden später vermauert. Am Ende des 15. Jahrhunderts erfolgte eine Erweiterung nach Osten in Backstein mit Strebepfeilern für das Gewölbe und die Anfügung einer Sakristei an der Nordseite. Im Jahr 1624 wurden die Fenster verändert. Im Jahr 1712 wurde ein Fachwerktürmchen mit offener Laterne aufgesetzt. Nach Kriegsschäden wurde das Bauwerk restauriert.

### Ausstattung
Das Hauptstück der Ausstattung ist ein aus der Grundform einer Ädikula entwickelter Kanzelaltar aus der Zeit um 1710, dessen vorgestellte Säulen mit Laubwerk dekoriert sind. Das von Pilastern flankierte Gehäuse schließt mit einem Segmentbogen ab. Seitwärts sind die Figuren von Mose und Johannes des Täufers aufgestellt. Das Rahmenwerk und die Altarbekrönung sind ebenfalls aus Akanthus gestaltet, mit den Familienwappen derer von Schlieben und von Wolff. Am polygonalen, durch Laubwerkspfeiler gegliederten Kanzelkorb sind die Figuren von Christus und der vier Evangelisten angeordnet. Auf dem Schalldeckel steht ein Kruzifix. Ein schwebender Taufengel wurde 1730 angefertigt.
Mehrere Epitaphien und Grabdenkmäler sind erhalten. Dazu gehört eine Ritzgrabplatte aus Kalkstein für Magister Johannes de Neundorf († 1276) an der Südwand, die als ältestes Zeugnis dieser Art in der Region hervorzuheben ist. Ein Kindergrabstein für Adolf von Thümen († 1585) ist weiter zu erwähnen. An den Wänden sind zwei wohlgestaltete Wappenschilde von 1544, hier für den Herrenmeister Veit von Thümen, und ein weiteres von 1595 angebracht.
Drei Glocken wurden 1698 von Johann Jakob Mangold aus Stettin gegossen. Eine Turmuhr mit Steingewicht aus dem Jahr 1791 wurde von M. Wangerin aus Küstrin geschaffen.
Das prachtvolle Wandepitaph des Feldmarschalls Georg Freiherr von Derfflinger († 1695) war von 1975 bis 2006 hier untergebracht. Es verdient als eine Berliner Arbeit unter dem Einfluss Schlüters Beachtung. Der Sandsteinaufbau war früher von farbigen Stuckdraperien gefasst. Der stilisierte Sarkophag mit einer Inschrift ist über einem Wappensockel angeordnet und mit zwei seitlich darauf sitzenden Sklaven versehen. Darüber befindet sich eine von Kriegstrophäen und fliegenden Putten umrahmte, ovale Kartusche auf einem Volutensockel, ehemals mit einer seit 1945 fehlenden Alabasterbüste Derfflingers. Das Epitaph wurde wieder in die inzwischen instandgesetzte Dorfkirche Gusow zurückgebracht.
Zur Ausstattung der Kirche gehörten vor 1900 weitere Ölbildnisse von Persönlichkeiten, u. a. des späteren Etatsminister Friedrich Albert von Schwerin.

## Komtureigebäude

### Herrenhaus
Das Herrenhaus ist ein zweigeschossiger Feldsteinbau mit Walmdach östlich neben der Kirche, das 1690 unter Verwendung älterer Bausubstanz erbaut und nach 1814 umgebaut wurde. Der durch hohe Rechteckfenster regelmäßig gegliederte Baukörper ist in 7:3 Achsen gegliedert. Im Innern ist ein durch zwei Geschosse führendes Treppenhaus eingeordnet. Alle Räume sind mit reich verzierten Rahmenstuckdecken und emblematischer Plafondmalerei mit Bezug auf den Johanniterorden aus der Bauzeit des Hauses versehen.

### Speichergebäude
Das Speichergebäude ist ein rechteckiger unterkellerter Feldsteinquaderbau mit einem hohen Satteldach aus der zweiten Hälfte des 14. Jahrhunderts. Die Traufseiten sind mit regelmäßig angeordneten kleinen Rechteckfenstern versehen. An der westlichen Giebelfront ist ein rundbogiges Stufenportal in einer Quaderblende angeordnet, an beiden Giebelseiten sind im Dachgeschoss mehrere kleine teils spitzbogige Zwillingsfenster in einer rechteckigen Sandsteinblende eingebaut. Das Speichergebäude wurde mehrfach durch Raub und Plünderung beschädigt und wiederhergestellt, weshalb besonders der Ostgiebel vermutlich erst in der Zeit nach dem Dreißigjährigen Krieg seine heutige Gestalt erhielt.

## Park
Der Park wurde in der Zeit nach 1814 angelegt und war ehemals über die an der Ostseite des Herrenhauses angelegte Freitreppe zugänglich. Der Küchensee und der Große See wurden in die Landschaftsgestaltung einbezogen.